# 沼津市ワンコインバス
沼津市循環バスミューバス（ぬまづしじゅんかんばすみゅーばす）は、静岡県沼津市で運行されているコミュニティバスの通称で、平成30年4月から運賃の値上げに伴いワンコインバスの名前を廃止。また、ミューバスと呼ばれている。

## 現行路線

### ミューバス
- 原駅 - 西郵便局前 - 東根古屋 - 東平沼 - 浮島地区センター
- 原駅 - 西郵便局前 - 東根古屋 - 東平沼 - 浮島地区センター - 石川 - 荒久
- 原駅 - 市営原団地 - 東根古屋 - 東平沼 - 石川 - 荒久
- 原駅 - 西郵便局前 - 東根古屋 - 東平沼 - 石川 - 荒久
- 原駅 - 西郵便局前 - 東根古屋 - 東平沼 - 石川 - 沼津アクアプラザ - 原新田 - 原駅

## 廃止路線

### ビーバス

#### 南北循環
- 沼津駅北口 - 沼津中央高校 - 沼津駅南口 - 千本入口 - 沼津港 - 槙島 - 市役所 - 沼津駅南口 - 沼津駅北口

運行委託先： 伊豆箱根バス
2012年4月1日に廃止された。
午前は→の方向、午後は←の方向で運転されていた。

### ミューバス

#### 片浜循環
- 片浜駅 - 今沢団地中央公園 - 西椎路 - ららぽーと沼津 - 沼津市立病院 - 大諏訪 - 片浜駅

運行委託先： 富士急シティバス

#### 原循環
- 原駅 - 原町中3丁目 - 市営原団地 - 沼津特別支援学校 - 大塚新田 - 原駅

運行委託先： 富士急シティバス

#### 平沼循環
- 原駅 - 沼津アクアプラザ - 東平沼 - 根古屋 - ニュータウン原 - 三合橋 - 原駅

運行委託先： 富士急シティバス
2013年に平沼循環が原循環に統合する形で廃止。2019年にららぽーと沼津に乗り入れ開始。2022年に再編を行い、原循環は原・浮島線に、片浜循環はららぽーと・原団地・原駅線に受け継ぐ形となった。

## 運賃
- ミューバス：
- 原・浮島線：200円